# Gerichtsamt Brandis
Das Gerichtsamt Brandis war in den Jahren zwischen 1856 und 1874 die unterste Verwaltungseinheit und von 1856 bis 1876 nach der Abschaffung der Patrimonialgesetzgebung im Königreich Sachsen Eingangsgericht. Es hatte seinen Amtssitz in der Stadt Brandis.

## Geschichte
Nach dem Tod des Königs Friedrich August II. von Sachsen wurde unter dessen Nachfolger König Johann nach dem Vorbild anderer Staaten des Deutschen Bundes die Abschaffung der Patrimonialgesetzgebung verordnet. An die Stelle der bisher im Königreich Sachsen in Stadt und Land vorhandenen Gerichte der untersten Instanz traten die zentral gelegenen Bezirksgerichte und Gerichtsämter in nahezu allen größeren Städten. Die Details der Verwaltungsreform regelten das sächsische Gerichtsverfassungsgesetz vom 11. August 1855 und die Verordnung über die Bildung der Gerichtsbezirke vom 2. September 1856.
Stichtag für das Inkrafttreten der neuen Behördenstruktur im Königreich Sachsen war der 1. Oktober 1856. Das neu gebildete Gerichtsamt Brandis unterstand dem Bezirksgericht Leipzig. Seit Beginn der 1840er Jahre versuchte der Staat, durch Vereinbarungen mit den Besitzer, die Patrimonialgerichte aufzuheben und staatlichen Gerichten zuzuordnen. In Brandis gelang dies in keinem einzelnen Fall. Daher wurde die Jurisdiktionen der Rittergüter Brandis, Ammelshain, Polenz und Pomßen 1956 per Gesetz für aufgehoben erklärt und dem am 9. Mai 1856 eröffneten Königliche Gericht Brandis übertragen. Dieses wurde im Oktober in das neue Gerichtsamt umgewandelt.
Der Sprengel des Gerichtsamt Brandis umfasste folgende Orte:
| - Brandis - Albrechtshain - Ammelshain - Beucha bei Brandis - Borsdorf - Cämmerei - Eicha (Groß- und Klein) | - Erdmannshain - Fuchshain - Gerichshain - Kleinpösna - Kleinsteinberg - Klinga - Polenz bei Brandis | - Posthausen - Seifertshain - Staudnitz - Wolfshain - Zweenfurth - Naunhofer Forstrevier. |

Nach der Neustrukturierung der Gerichtsorganisation gemäß dem Gesetz über die Organisation der Behörden für die innere Verwaltung vom 21. April 1873 gingen die Verwaltungsbefugnisse der Gerichtsämter 1874 auf die umgestalteten bzw. neu gebildeten Amtshauptmannschaften über. Seitdem das bisherige königliche Gericht als königliches Gerichtsamt bezeichnet wurde, führte sein Vorstand den Titel Gerichtshauptmann.
Die Verwaltungsaufgaben des Gerichtsamts Brandis wurden im Zuge der Neustrukturierung der sächsischen Gerichtsorganisation gemäß dem Gesetz über die Organisation der Behörden für die innere Verwaltung vom 21. April 1873 in die im Jahre 1874 neugeschaffene Amtshauptmannschaft Grimma mit Sitz in der Stadt Grimma integriert. Das Gerichtsamt war damit nur noch Gericht, die Trennung der Rechtsprechung von der Verwaltung umgesetzt.
Das Gerichtsamt Brandis wurde zum 30. Juni 1876 und sein Sprengel dem Gerichtsamt Grimma zugeordnet.

## Schriftliche Überlieferung
Die Archivalien des Gerichtsamts Brandis werden als Bestand 20085 Gerichtsamt Brandis heute im Sächsischen Staatsarchiv – Staatsarchiv Leipzig verwaltet.

## Richter
Die Leiter des Gerichtsamts trugen den Titel Gerichtsamtmann. Dies waren:
- 1856–1863: Theophil Forker (vorher Justitiar beim Kgl. Gericht Brandis)
- 1863–1869: Johann Hermann Schütze (vorher Aktuar beim Gerichtsamt Schandau)
- 1869–1879: Nathanael Eduard Hertel (Assessor beim Gerichtsamt Chemnitz)

## Weblink
- Eintrag zum Gerichtsamt Brandis im Digitalen historischen Ortsverzeichnis von Sachsen